# И дольше века длится день (спектакль)
«И дольше века длится день…», также "Вечная метель" (2018) — один из наиболее популярных спектаклей Татарского академического театра им. Г.Камала в 2019-2021 годах на татарском языке. Премьера спектакля в Театре имени Галиасгара Камала была приурочена к 90-летию со дня рождения классика киргизской прозы Ч.Айтматова и состоялась в 4 ноября 2018 года. Спектакль исполняется на татарском языке c синхронным переводом на русский. 
9 декабря 2018 года спектакль был представлен на X Всероссийском фестивале молодой режиссуры "Ремесло". Спектакль в числе семи, которые номинированы на премию "Спектакль года" (2019) в результате открытого интернет-голосования журнала «Инде». 

## Сюжет
Постановщик и автор инсценировки спектакля Ильгиз Зайниев сокращает некоторые сюжетные линии с тем, чтобы выделить одну, по его задумке, самую главную: "историю человеческих судеб в непростое время". Действие происходит в 60–80е годы XX века в селе Сарыозек, но сюжет охватывает всё столетие и даже фрагменты из истории народов, живших в этих землях в незапамятные времена. Одновременное развитие действия в настоящем и прошлом — в двух временных пластах — обусловливает игру некоторых героев двумя актерами. В основе действия, происходящего в настоящем, — похороны Казангапа, друга главного героя спектакля Едигея. 
Смерть Казангапа побудила собраться его родственников и друзей. После обсуждения и разрешения некоторых разногласий они принимают решение похоронить Казангапа на старом кладбище своих предков, которое находится на далеком расстоянии. На этом долгом пути каждый погружается в свои думы, в том числе и главный герой. Цепь воспоминаний Едигея, аллюзии прошлого, нанизываются на основную драматургическую линию: зарождение дружбы молодых Казангапа и Едигея, приезд в поселок учителя Абуталиба с женой Зарипой, счастливая и задорная встреча Нового года, а затем арест учителя по ложному доносу, горе, безответная любовь, конец эпохи репрессий и расстрелов. Часто зрителя знакомят с легендами и притчами, которые с новой силой раскрывают тему растоптанной памяти народа. В этом заслуга безжалостной политики, вечного прогресса и слепого следования людей за легкой жизнью. Таким образом, множество воспоминаний многовековой давности переживаются главным героем в течение одного дня. 

## Актеры
В спектакле участвуют: 
- Алсу Гайнуллина
- Илдар Хайруллин
- Айдар Хафизов
- Рузия Мотыйгуллина
- Асхат Хисматов
- Минвали Габдуллин
- Алмаз Сабирзянов
- Миляуша Шайхетдинова
- Фанис Сафин
- Гульчачак Гайфетдинова
- Айрат Арсланов
- Фанис Зиханша
- Рамил Вазиев
- Илтузар Махамметгалиев
- Алмаз Бурханов
- Айгуль Шакурова
- Ильнур Закиров
- Эмиль Талипов
- Ляйсан Файзуллина
- Алмаз Гараев
- Фаннур Мухамметзянова
- Эльвир Сәлимов
- Гузель Гюльвердиева
- Ирек Кашапов

## Музыка
Музыку к спектаклю написана современным татарским композитором, членом Союза композиторов РФ и РТ Эльмиром Низамовым. Композитор использует камерный состав: национальные инструменты курай (деревянно-духовой), кубыз и думбра (струнно-щипковый); скрипка, труба и фортепиано. В спектакле главное место занимают стилизации народных мелодий. Временами, мелодии даются Эльмиром Низамовым без всяких изменений и могут быть подобными своим оригиналам. В других же случаях, эти стилизации даются в обработке стиля легкой музыки или минималистского стиля нашего времени.

## См.также
"И дольше века длится день..." (роман)